# Вашбаньяи, Хенрик
Хенрик Вашбаньяи (венг. Henrik Vasbányai; 16 июля 1991, Будапешт) — венгерский гребец-каноист, выступает за сборную Венгрии по гребле на байдарках и каноэ начиная с 2011 года. Чемпион мира, чемпион Европы, участник летних Олимпийских игр в Рио-де-Жанейро, победитель многих регат национального и международного значения. Лучший гребец на байдарках и каноэ Венгрии (2013, 2015).

## Биография
Хенрик Вашбаньяи родился 16 июля 1991 года в Будапеште. Активно заниматься греблей начал с раннего детства, проходил подготовку под руководством тренера Олаха Тамаша.
Первого серьёзного успеха на взрослом международном уровне добился в сезоне 2011 года, когда вошёл в основной состав венгерской национальной сборной и выступил на домашнем чемпионате мира в Сегеде, где стал бронзовым призёром в зачёте четырёхместных каноэ на дистанции 1000 метров. Год спустя побывал на чемпионате Европы в хорватском Загребе, откуда так же привёз награду бронзового достоинства, полученную в километровой дисциплине четвёрок.
В 2013 году вместе с напарником Робертом Мике в двойках на тысяче метрах Вашбаньяи получил серебро на европейском первенстве в португальском городе Монтемор-у-Велью, тогда как на мировом первенстве в немецком Дуйсбурге взял серебро на пятистах метрах и завоевал золото на тысяче. В следующем сезоне с тем же партнёром был лучшим в километровых заездах каноэ-двоек на чемпионате Европы в Бранденбурге, в то время как на чемпионате мира в Москве выиграл в этой дисциплине серебряную медаль. На мировом первенстве 2015 года в Милане добавил в послужной список ещё одну серебряную награду, добытую в программе двухместных экипажей на дистанции 1000 метров.
На чемпионате Европы 2016 года в Москве Хенрик Вашбаньяи стал бронзовым призёром в двойках на тысяче метрах и благодаря череде удачных выступлений удостоился права защищать честь страны на летних Олимпийских играх в Рио-де-Жанейро. В паре с Робертом Мике благополучно квалифицировался на предварительном этапе, затем на стадии полуфиналов показал на финише третий результат и пробился тем самым в главный финал «А». В решающем финальном заезде финишировал четвёртым, намного не дотянув до призовых позиций. Кроме того, соревновался здесь в зачёте одиночек на километровой дистанции, но сумел отобраться только в утешительный финал «Б».